# Ilse DeLange/Diskografie
Diese Diskografie ist eine Übersicht über die musikalischen Werke der niederländischen Country-Musik- und Popsängerin Ilse DeLange. Den Schallplattenauszeichnungen zufolge hat sie bisher mehr als 1,8 Millionen Tonträger verkauft. Ihre erfolgreichste Veröffentlichung ist das Debütalbum World of Hurt mit über 500.000 verkauften Einheiten.

## Alben

### Studioalben
| Jahr | Titel Musiklabel                                               | Höchstplatzierung, Gesamtwochen, AuszeichnungChartplatzierungen (Jahr, Titel, Musiklabel, Platzierungen, Wochen, Auszeichnungen, Anmerkungen) | Höchstplatzierung, Gesamtwochen, AuszeichnungChartplatzierungen (Jahr, Titel, Musiklabel, Platzierungen, Wochen, Auszeichnungen, Anmerkungen) | Höchstplatzierung, Gesamtwochen, AuszeichnungChartplatzierungen (Jahr, Titel, Musiklabel, Platzierungen, Wochen, Auszeichnungen, Anmerkungen) | Höchstplatzierung, Gesamtwochen, AuszeichnungChartplatzierungen (Jahr, Titel, Musiklabel, Platzierungen, Wochen, Auszeichnungen, Anmerkungen) | Höchstplatzierung, Gesamtwochen, AuszeichnungChartplatzierungen (Jahr, Titel, Musiklabel, Platzierungen, Wochen, Auszeichnungen, Anmerkungen) | Höchstplatzierung, Gesamtwochen, AuszeichnungChartplatzierungen (Jahr, Titel, Musiklabel, Platzierungen, Wochen, Auszeichnungen, Anmerkungen) | Anmerkungen                                                 |
| Jahr | Titel Musiklabel                                               | DE | AT | CH | UK | NL | BEF | Anmerkungen                                                 |
| ---- | -------------------------------------------------------------- | --- | --- | --- | --- | --- | --- | ----------------------------------------------------------- |
| 1998 | World of Hurt Warner Music                                     | — | — | — | — | NL1 ×5Fünffachplatin · (138 Wo.)NL | BEF17 (30 Wo.)BEF | Erstveröffentlichung: 31. Juli 1998 Verkäufe: + 500.000     |
| 2000 | Livin’ on Love Warner Music                                    | — | — | — | — | NL5 Platin · (52 Wo.)NL | BEF36 (3 Wo.)BEF | Erstveröffentlichung: 17. November 2000 Verkäufe: + 80.000  |
| 2003 | Clean Up Warner Music                                          | — | — | — | — | NL1 Platin · (42 Wo.)NL | BEF31 (2 Wo.)BEF | Erstveröffentlichung: 18. April 2003 Verkäufe: + 80.000     |
| 2006 | The Great Escape The Entertainment Group                       | — | — | — | — | NL1 ×2Doppelplatin · (89 Wo.)NL | BEF59 (6 Wo.)BEF | Erstveröffentlichung: 16. Juni 2006 Verkäufe: + 140.000     |
| 2008 | Incredible Universal Music                                     | — | — | — | — | NL1 ×3Dreifachplatin · (97 Wo.)NL | BEF35 (14 Wo.)BEF | Erstveröffentlichung: 17. Oktober 2008 Verkäufe: + 180.000  |
| 2010 | Next to Me Firefly Records                                     | — | — | — | — | NL1 ×2Doppelplatin · (44 Wo.)NL | BEF46 (3 Wo.)BEF | Erstveröffentlichung: 27. August 2010 Verkäufe: + 100.000   |
| 2012 | Eye of the Hurricane auch bekannt als: Miracle Firefly Records | — | — | — | — | NL1 Platin · (45 Wo.)NL | BEF101 (5 Wo.)BEF | Erstveröffentlichung: 14. September 2012 Verkäufe: + 50.000 |
| 2018 | Ilse DeLange Firefly Records                                   | — | — | — | — | NL3 Gold · (19 Wo.)NL | BEF39 (4 Wo.)BEF | Erstveröffentlichung: 31. August 2018 Verkäufe: + 20.000    |
| 2019 | Gravel & Dust Firefly Records                                  | — | — | — | — | NL2 (15 Wo.)NL | BEF20 (5 Wo.)BEF | Erstveröffentlichung: 6. September 2019                     |
| 2020 | Changes Embassy of Music                                       | DE14 (11 Wo.)DE | AT61 (1 Wo.)AT | CH10 (7 Wo.)CH | — | NL4 (5 Wo.)NL | BEF97 (2 Wo.)BEF | Erstveröffentlichung: 15. Mai 2020                          |
| 2024 | Tainted Energie Records                                        | — | — | — | — | NL3 (2 Wo.)NL | BEF97 (1 Wo.)BEF | Erstveröffentlichung: 3. Mai 2024                           |

### Livealben
| Jahr | Titel Musiklabel                  | Höchstplatzierung, Gesamtwochen, AuszeichnungChartplatzierungen (Jahr, Titel, Musiklabel, Platzierungen, Wochen, Auszeichnungen, Anmerkungen) | Höchstplatzierung, Gesamtwochen, AuszeichnungChartplatzierungen (Jahr, Titel, Musiklabel, Platzierungen, Wochen, Auszeichnungen, Anmerkungen) | Höchstplatzierung, Gesamtwochen, AuszeichnungChartplatzierungen (Jahr, Titel, Musiklabel, Platzierungen, Wochen, Auszeichnungen, Anmerkungen) | Höchstplatzierung, Gesamtwochen, AuszeichnungChartplatzierungen (Jahr, Titel, Musiklabel, Platzierungen, Wochen, Auszeichnungen, Anmerkungen) | Höchstplatzierung, Gesamtwochen, AuszeichnungChartplatzierungen (Jahr, Titel, Musiklabel, Platzierungen, Wochen, Auszeichnungen, Anmerkungen) | Höchstplatzierung, Gesamtwochen, AuszeichnungChartplatzierungen (Jahr, Titel, Musiklabel, Platzierungen, Wochen, Auszeichnungen, Anmerkungen) | Anmerkungen                                               |
| Jahr | Titel Musiklabel                  | DE | AT | CH | UK | NL | BEF | Anmerkungen                                               |
| ---- | --------------------------------- | --- | --- | --- | --- | --- | --- | --------------------------------------------------------- |
| 1999 | Dear John Warner Music            | — | — | — | — | NL3 Platin · (48 Wo.)NL | BEF20 (3 Wo.)BEF | Erstveröffentlichung: 1. Oktober 1999 Verkäufe: + 100.000 |
| 2007 | Ilse DeLange Live Universal Music | — | — | — | — | NL4 Gold · (18 Wo.)NL | — | Erstveröffentlichung: 26. Oktober 2007 Verkäufe: + 35.000 |
| 2009 | Live in Ahoy Universal Music      | — | — | — | — | NL1 (30 Wo.)NL | — | Erstveröffentlichung: 4. September 2009                   |
| 2011 | Live in GelreDome Firefly Records | — | — | — | — | NL2 (20 Wo.)NL | — | Erstveröffentlichung: 3. Juni 2011                        |

### Kompilationen
| Jahr | Titel Musiklabel                                           | Höchstplatzierung, Gesamtwochen, AuszeichnungChartplatzierungen (Jahr, Titel, Musiklabel, Platzierungen, Wochen, Auszeichnungen, Anmerkungen) | Höchstplatzierung, Gesamtwochen, AuszeichnungChartplatzierungen (Jahr, Titel, Musiklabel, Platzierungen, Wochen, Auszeichnungen, Anmerkungen) | Höchstplatzierung, Gesamtwochen, AuszeichnungChartplatzierungen (Jahr, Titel, Musiklabel, Platzierungen, Wochen, Auszeichnungen, Anmerkungen) | Höchstplatzierung, Gesamtwochen, AuszeichnungChartplatzierungen (Jahr, Titel, Musiklabel, Platzierungen, Wochen, Auszeichnungen, Anmerkungen) | Höchstplatzierung, Gesamtwochen, AuszeichnungChartplatzierungen (Jahr, Titel, Musiklabel, Platzierungen, Wochen, Auszeichnungen, Anmerkungen) | Höchstplatzierung, Gesamtwochen, AuszeichnungChartplatzierungen (Jahr, Titel, Musiklabel, Platzierungen, Wochen, Auszeichnungen, Anmerkungen) | Anmerkungen                                               |
| Jahr | Titel Musiklabel                                           | DE | AT | CH | UK | NL | BEF | Anmerkungen                                               |
| ---- | ---------------------------------------------------------- | --- | --- | --- | --- | --- | --- | --------------------------------------------------------- |
| 2003 | Here I Am 1998–2003 Warner Music                           | — | — | — | — | NL5 Platin · (30 Wo.)NL | — | Erstveröffentlichung: 31. Oktober 2003 Verkäufe: + 80.000 |
| 2013 | After the Hurricane – Greatest Hits & More Firefly Records | — | — | — | — | NL2 Platin · (50 Wo.)NL | BEF101 (10 Wo.)BEF | Erstveröffentlichung: 25. Oktober 2013 Verkäufe: + 50.000 |
| 2023 | The Singles Collection 1998–2023 Universal Music           | — | — | — | — | NL5 (1 Wo.)NL | BEF159 (1 Wo.)BEF | Erstveröffentlichung: 8. September 2023                   |

## Singles

### Als Leadmusikerin
| Jahr | Titel Album                                                 | Höchstplatzierung, Gesamtwochen, AuszeichnungChartplatzierungen (Jahr, Titel, Album, Platzierungen, Wochen, Auszeichnungen, Anmerkungen) | Höchstplatzierung, Gesamtwochen, AuszeichnungChartplatzierungen (Jahr, Titel, Album, Platzierungen, Wochen, Auszeichnungen, Anmerkungen) | Höchstplatzierung, Gesamtwochen, AuszeichnungChartplatzierungen (Jahr, Titel, Album, Platzierungen, Wochen, Auszeichnungen, Anmerkungen) | Höchstplatzierung, Gesamtwochen, AuszeichnungChartplatzierungen (Jahr, Titel, Album, Platzierungen, Wochen, Auszeichnungen, Anmerkungen) | Höchstplatzierung, Gesamtwochen, AuszeichnungChartplatzierungen (Jahr, Titel, Album, Platzierungen, Wochen, Auszeichnungen, Anmerkungen) | Höchstplatzierung, Gesamtwochen, AuszeichnungChartplatzierungen (Jahr, Titel, Album, Platzierungen, Wochen, Auszeichnungen, Anmerkungen) | Anmerkungen                                                         |
| Jahr | Titel Album                                                 | DE | AT | CH | UK | NL | BEF | Anmerkungen                                                         |
| --- | ----------------------------------------------------------- | --- | --- | --- | --- | --- | --- | ------------------------------------------------------------------- |
| 1998 | I’m Not So Tough World of Hurt                              | — | — | — | — | NL35 (3 Wo.)NL | — | Erstveröffentlichung: 29. Mai 1998                                  |
| 1998 | World of Hurt                                               | — | — | — | — | — | — | Erstveröffentlichung: 21. August 1998                               |
| 1998 | I’d Be Yours World of Hurt                                  | — | — | — | — | — | — | Erstveröffentlichung: 20. November 1998                             |
| 1999 | When We Don’t Talk World of Hurt                            | — | — | — | — | — | — | Erstveröffentlichung: 5. März 1999                                  |
| 1999 | Flying Blind World of Hurt                                  | — | — | — | — | — | — | Erstveröffentlichung: 1999                                          |
| 2000 | All the Answers Here I Am 1998–2003                         | — | — | — | — | — | — | Erstveröffentlichung: 13. Februar 2000                              |
| 2000 | I Still Cry Livin’ on Love                                  | — | — | — | — | — | — | Erstveröffentlichung: 16. März 2000                                 |
| 2000 | Livin’ on Love                                              | — | — | — | — | NL37 (2 Wo.)NL | — | Erstveröffentlichung: 13. Oktober 2000                              |
| 2003 | No Reason to Be Shy Clean Up                                | — | — | — | — | — | — | Erstveröffentlichung: 9. Mai 2003                                   |
| 2003 | Wouldn’t That Be Something Here I Am 1998–2003              | — | — | — | — | — | — | Erstveröffentlichung: 21. November 2003                             |
| 2006 | The Great Escape The Great Escape / Changes                 | — | — | — | — | NL11 (22 Wo.)NL | — | Erstveröffentlichung: 19. Mai 2006                                  |
| 2006 | The Lonely One The Great Escape                             | — | — | — | — | NL18 (16 Wo.)NL | — | Erstveröffentlichung: 13. Oktober 2006                              |
| 2007 | I Love You The Great Escape                                 | — | — | — | — | NL26 (5 Wo.)NL | — | Erstveröffentlichung: 23. Februar 2007                              |
| 2008 | So Incredible Incredible                                    | — | — | — | — | NL6 (21 Wo.)NL | — | Erstveröffentlichung: 15. September 2008                            |
| 2009 | Miracle Incredible / Changes                                | — | — | — | — | NL1 (20 Wo.)NL | — | Erstveröffentlichung: 16. Januar 2009                               |
| 2009 | Puzzle Me Incredible                                        | — | — | — | — | NL5 (17 Wo.)NL | — | Erstveröffentlichung: 20. April 2009                                |
| 2009 | We’re Alright Incredible                                    | — | — | — | — | — | — | Erstveröffentlichung: 2009                                          |
| 2010 | Next to Me                                                  | — | — | — | — | NL9 (13 Wo.)NL | — | Erstveröffentlichung: 23. Juli 2010                                 |
| 2012 | Winter of Love Eye of the Hurricane                         | — | — | — | — | NL20 (10 Wo.)NL | — | Erstveröffentlichung: 24. August 2012                               |
| 2018 | You Are the Reason Ilse DeLange                             | — | — | — | — | — | — | Erstveröffentlichung: 21. Mai 2018 mit Calum Scott                  |
| 2018 | Lay Your Weapons Down Ilse DeLange / Changes                | — | — | — | — | — | — | Erstveröffentlichung: 20. Juli 2018                                 |
| 2019 | Half the Love Ilse DeLange                                  | — | — | — | — | — | — | Erstveröffentlichung: 8. Februar 2019                               |
| 2019 | Het regent in mijn hart (Live) –                            | — | — | — | — | — | — | Erstveröffentlichung: 15. April 2019 Original: Bart Kaëll           |
| 2019 | Building Bridges (Live) Liefde voor muziek 2019 (Sampler)   | — | — | — | — | — | — | Erstveröffentlichung: 22. April 2019 Original: Milow                |
| 2019 | Seven Shades of Blue (Live) –                               | — | — | — | — | — | — | Erstveröffentlichung: 29. April 2019 Original: Beth Nielsen Chapman |
| 2019 | Alles komt in orde (Live) Liefde voor muziek 2019 (Sampler) | — | — | — | — | — | — | Erstveröffentlichung: 6. Mai 2019 Original: Jan Leyers              |
| 2019 | Higher (Live) Liefde voor muziek 2019 (Sampler)             | — | — | — | — | — | — | Erstveröffentlichung: 13. Mai 2019 Original: Laura Tesoro           |
| 2019 | Zuster (Live) –                                             | — | — | — | — | — | — | Erstveröffentlichung: 20. Mai 2019 Original: Kommil Foo             |
| 2019 | Josiesomething (Live) –                                     | — | — | — | — | — | — | Erstveröffentlichung: 27. Mai 2019 Original: Zita Swoon             |
| 2019 | Gravel & Dust                                               | — | — | — | — | — | — | Erstveröffentlichung: 28. Juni 2019                                 |
| 2019 | Always Been Gravel & Dust                                   | — | — | — | — | — | — | Erstveröffentlichung: 25. Oktober 2019                              |
| 2019 | Some Things You Don’t Forget Gravel & Dust                  | — | — | — | — | — | — | Erstveröffentlichung: 25. Oktober 2019                              |
| 2020 | Changes                                                     | — | — | — | — | NL16 (12 Wo.)NL | — | Erstveröffentlichung: 3. April 2020                                 |
| 2020 | Wrong Direction Changes                                     | — | — | — | — | — | — | Erstveröffentlichung: 8. Mai 2020 feat. Michael Schulte             |
| 2020 | Way Back Home Changes                                       | — | — | — | — | — | — | Erstveröffentlichung: 11. September 2020                            |
| 2020 | Somewhere Only We Know (Live) Changes (Deluxe)              | — | — | — | — | — | — | Erstveröffentlichung: 25. September 2020 Original: Keane            |
| 2020 | I’ll Hold On Changes (Deluxe)                               | — | — | — | — | — | — | Erstveröffentlichung: 9. Dezember 2020                              |
| 2021 | I Will Help You Changes (Deluxe)                            | — | — | — | — | — | — | Erstveröffentlichung: 26. März 2021                                 |
| 2021 | Don’t Hold Back –                                           | — | — | — | — | — | — | Erstveröffentlichung: 6. Dezember 2021                              |
| 2022 | Willing Tainted                                             | — | — | — | — | — | BEF50 (1 Wo.)BEF | Erstveröffentlichung: 25. August 2022                               |
| 2022 | Drown Us Out Tainted                                        | — | — | — | — | — | — | Erstveröffentlichung: 30. Dezember 2022                             |
| 2023 | Confetti Shotgun Tainted                                    | — | — | — | — | — | — | Erstveröffentlichung: 20. April 2023                                |
| 2023 | Quiet Tainted                                               | — | — | — | — | — | — | Erstveröffentlichung: 24. August 2023                               |
| 2024 | Tainted                                                     | — | — | — | — | — | — | Erstveröffentlichung: 16. Februar 2024                              |
| 2024 | Good to You Tainted                                         | — | — | — | — | — | — | Erstveröffentlichung: 26. April 2024                                |
| Folgende Lieder erschienen nicht als Single, wurden aber durch das Album zum Download und Streaming bereitgestellt und konnten somit eine Platzierung erlangen: |                                                             | | | | | | |                                                                     |
| |                                                             | | | | | | |                                                                     |
| 2009 | We’re Alright Incredible                                    | — | — | — | — | NL21 (7 Wo.)NL | — | Charteinstieg: 29. August 2009                                      |
| 2010 | Next to Me                                                  | — | — | — | — | NL9 (13 Wo.)NL | — | Charteinstieg: 24. Juli 2010                                        |
| 2012 | Hurricane Eye of the Hurricane                              | — | — | — | — | NL23 (9 Wo.)NL | — | Charteinstieg: 26. Mai 2012                                         |

### Als Gastmusikerin
| Jahr | Titel Album                         | Höchstplatzierung, Gesamtwochen, AuszeichnungChartplatzierungen (Jahr, Titel, Album, Platzierungen, Wochen, Auszeichnungen, Anmerkungen) | Höchstplatzierung, Gesamtwochen, AuszeichnungChartplatzierungen (Jahr, Titel, Album, Platzierungen, Wochen, Auszeichnungen, Anmerkungen) | Höchstplatzierung, Gesamtwochen, AuszeichnungChartplatzierungen (Jahr, Titel, Album, Platzierungen, Wochen, Auszeichnungen, Anmerkungen) | Höchstplatzierung, Gesamtwochen, AuszeichnungChartplatzierungen (Jahr, Titel, Album, Platzierungen, Wochen, Auszeichnungen, Anmerkungen) | Höchstplatzierung, Gesamtwochen, AuszeichnungChartplatzierungen (Jahr, Titel, Album, Platzierungen, Wochen, Auszeichnungen, Anmerkungen) | Höchstplatzierung, Gesamtwochen, AuszeichnungChartplatzierungen (Jahr, Titel, Album, Platzierungen, Wochen, Auszeichnungen, Anmerkungen) | Anmerkungen                                                                                                |
| Jahr | Titel Album                         | DE | AT | CH | UK | NL | BEF | Anmerkungen                                                                                                |
| ---- | ----------------------------------- | --- | --- | --- | --- | --- | --- | --- |
| 2002 | Shine All in Hand                   | — | — | — | — | NL34 (5 Wo.)NL | — | Erstveröffentlichung: 6. März 2002 Rosemary’s Sons feat. Ilse DeLange                                      |
| 2003 | Before You Let Me Go (Live) What If | — | — | — | — | NL4 (10 Wo.)NL | — | Erstveröffentlichung: 2003 Kane feat. Ilse DeLange                                                         |
| 2005 | Als je wat kan doen –               | — | — | — | — | NL1 Platin · (9 Wo.)NL | — | Erstveröffentlichung: 6. Januar 2005 mit Artiesten voor Azië; Verkäufe: + 60.000                           |
| 2005 | Blue Zu & Co.                       | — | — | — | — | NL23 (5 Wo.)NL | — | Erstveröffentlichung: 18. Februar 2005 Zucchero mit Ilse DeLange                                           |
| 2014 | Kalverliefde De Leeuw zingt Long    | — | — | — | — | — | — | Erstveröffentlichung: 8. Dezember 2014 Paul de Leeuw mit Ilse DeLange & JB Meijers Original: Robert Long   |
| 2019 | Sleeping Bag (Live) Lean into Me    | — | — | — | — | — | BEF47 (1 Wo.)BEF | Erstveröffentlichung: 29. März 2019 Milow feat. Ilse DeLange Original: Bart Kaëll – Zeil je voor het eerst |
| 2021 | The World B.O.A.T.S                 | — | — | — | — | — | — | Erstveröffentlichung: 11. November 2021 Michael Patrick Kelly feat. Ilse DeLange                           |
| 2023 | You                                 | — | — | — | — | — | — | Erstveröffentlichung: 10. Februar 2023 The BossHoss feat. Ilse DeLange                                     |

## Videoalben und Musikvideos

### Videoalben
| Jahr | Titel Musiklabel                  | Höchstplatzierung, Gesamtwochen, AuszeichnungChartplatzierungen (Jahr, Titel, Musiklabel, Platzierungen, Wochen, Auszeichnungen, Anmerkungen) | Höchstplatzierung, Gesamtwochen, AuszeichnungChartplatzierungen (Jahr, Titel, Musiklabel, Platzierungen, Wochen, Auszeichnungen, Anmerkungen) | Höchstplatzierung, Gesamtwochen, AuszeichnungChartplatzierungen (Jahr, Titel, Musiklabel, Platzierungen, Wochen, Auszeichnungen, Anmerkungen) | Höchstplatzierung, Gesamtwochen, AuszeichnungChartplatzierungen (Jahr, Titel, Musiklabel, Platzierungen, Wochen, Auszeichnungen, Anmerkungen) | Höchstplatzierung, Gesamtwochen, AuszeichnungChartplatzierungen (Jahr, Titel, Musiklabel, Platzierungen, Wochen, Auszeichnungen, Anmerkungen) | Höchstplatzierung, Gesamtwochen, AuszeichnungChartplatzierungen (Jahr, Titel, Musiklabel, Platzierungen, Wochen, Auszeichnungen, Anmerkungen) | Anmerkungen                        |
| Jahr | Titel Musiklabel                  | DE | AT | CH | UK | NL | BEF | Anmerkungen                        |
| ---- | --------------------------------- | --- | --- | --- | --- | --- | --- | ---------------------------------- |
| 2011 | Live in GelreDome Firefly Records | — | — | — | — | NL1 (86 Wo.)NL | — | Erstveröffentlichung: 3. Juni 2011 |

### Musikvideos
| Jahr | Titel                 | Regisseur(e)     |
| ---- | --------------------- | ---------------- |
| 1998 | I’m Not So Tough      |                  |
| 2006 | The Great Escape      |                  |
| 2008 | So Incredible         |                  |
| 2009 | Miracle               |                  |
| 2009 | Puzzle Me             |                  |
| 2010 | Next to Me            |                  |
| 2010 | Beautiful Distraction |                  |
| 2013 | Blue Bittersweet      |                  |
| 2018 | OK                    | Roald Jansen     |
| 2018 | Lay Your Weapons Down |                  |
| 2020 | Changes               |                  |
| 2020 | Wrong Direction       | Jannik Weinholtz |
| 2021 | Towards the Moonlight | Andreas Z. Simon |
| 2021 | I Will Help You       | Ignace D’Haese   |
| 2022 | Willing               |                  |
| 2023 | You                   |                  |
| 2023 | Quite                 | Jasper Abels     |

## Autorenbeteiligungen
Ilse DeLange schreibt die meisten ihrer Lieder selbst, in Zusammenarbeit mit Koautoren. Die folgende Tabelle beinhaltet Autorenbeiträge, die die offiziellen Singlecharts erreichten und an denen DeLange nicht als Solointerpretin beteiligt ist.
| Jahr | Titel Interpretation                           | Höchstplatzierung, Gesamtwochen, AuszeichnungChartplatzierungen (Jahr, Titel, Interpretation, Platzierungen, Wochen, Auszeichnungen, Anmerkungen) | Höchstplatzierung, Gesamtwochen, AuszeichnungChartplatzierungen (Jahr, Titel, Interpretation, Platzierungen, Wochen, Auszeichnungen, Anmerkungen) | Höchstplatzierung, Gesamtwochen, AuszeichnungChartplatzierungen (Jahr, Titel, Interpretation, Platzierungen, Wochen, Auszeichnungen, Anmerkungen) | Höchstplatzierung, Gesamtwochen, AuszeichnungChartplatzierungen (Jahr, Titel, Interpretation, Platzierungen, Wochen, Auszeichnungen, Anmerkungen) | Höchstplatzierung, Gesamtwochen, AuszeichnungChartplatzierungen (Jahr, Titel, Interpretation, Platzierungen, Wochen, Auszeichnungen, Anmerkungen) | Höchstplatzierung, Gesamtwochen, AuszeichnungChartplatzierungen (Jahr, Titel, Interpretation, Platzierungen, Wochen, Auszeichnungen, Anmerkungen) | Anmerkungen                                                                              |
| Jahr | Titel Interpretation                           | DE | AT | CH | UK | NL | BEF | Anmerkungen                                                                              |
| ---- | ---------------------------------------------- | --- | --- | --- | --- | --- | --- | ---------------------------------------------------------------------------------------- |
| 2014 | Calm After the Storm The Common Linnets        | DE3 Platin · (41 Wo.)DE | AT2 Gold · (34 Wo.)AT | CH3 (21 Wo.)CH | UK9 (2 Wo.)UK | NL1 Gold · (27 Wo.)NL | BEF1 (12 Wo.)BEF | Erstveröffentlichung: 7. März 2014 Verkäufe: + 325.000                                   |
| 2015 | We Don’t Make the Wind Blow The Common Linnets | — | — | — | — | NL32 (4 Wo.)NL | — | Erstveröffentlichung: 25. Oktober 2015                                                   |
| 2019 | Stilte na de storm (Live) Kommil Foo           | — | — | — | — | — | BEF47 (2 Wo.)BEF | Erstveröffentlichung: 29. April 2019 Original: The Common Linnets – Calm After the Storm |

## Sonderveröffentlichungen

### Alben
| Jahr | Titel Musiklabel                                     | Anmerkungen                                                                                    |
| ---- | ---------------------------------------------------- | ---------------------------------------------------------------------------------------------- |
| 2007 | Ilse DeLange Live (Enhanced Edition) Universal Music | Erstveröffentlichung: 26. Oktober 2007 2×CD + DVD; Verkäufe werden dem Livealbum hinzuaddiert  |
| 2009 | Live in Ahoy (Deluxe Edition) Universal Music        | Erstveröffentlichung: 4. September 2009 2×CD + DVD; Verkäufe werden dem Livealbum hinzuaddiert |

| Jahr | Titel Musiklabel                | Anmerkungen                                                                                        |
| ---- | ------------------------------- | -------------------------------------------------------------------------------------------------- |
| 2018 | acoustic tracks Firefly Records | Erstveröffentlichung: 23. November 2018 Verkäufe: 1.000 (limitiert mit individueller Nummerierung) |

| Jahr | Titel Musiklabel                                         | Anmerkungen                                                                          |
| ---- | -------------------------------------------------------- | ------------------------------------------------------------------------------------ |
| 2008 | World of Hurt + Livin’ on Love Warner Music              | Erstveröffentlichung: 2008 Teil der „2-in-1“-Reihe                                   |
| 2011 | Ilse DeLange Hump Head                                   | Erstveröffentlichung: 31. Januar 2011 Veröffentlichung nur im Vereinigten Königreich |
| 2013 | Incredible + Next to Me Universal Music                  | Erstveröffentlichung: 16. Mai 2013 Teil der „2-in-1“-Reihe                           |
| 2016 | Live in Amsterdam + Eye of the Hurricane Universal Music | Erstveröffentlichung: 2016 Teil der „2-in-1“-Reihe                                   |

### Lieder
| Jahr | Titel Album                                                                                | Anmerkungen |
| ---- | ------------------------------------------------------------------------------------------ | --- |
| 2002 | Shine All in Hand                                                                          | Erstveröffentlichung: 23. April 2002 Rosemary’s Sons feat. Ilse DeLange                                                 |
| 2003 | Before You Let Me Go (Live) What If                                                        | Erstveröffentlichung: 1. September 2003 Kane feat. Ilse DeLange                                                         |
| 2004 | Blue Zu & Co.                                                                              | Erstveröffentlichung: 14. Mai 2004 Zucchero mit Ilse DeLange                                                            |
| 2009 | High Places No Surrender                                                                   | Erstveröffentlichung: 27. November 2009 Kane feat. Ilse DeLange                                                         |
| 2010 | So Much Stronger Snakes & Ladders                                                          | Erstveröffentlichung: 16. April 2010 Bertolf feat. Ilse DeLange                                                         |
| 2004 | Open je ogen (Live op Concert at SEA 2014) Open je ogen – Live op Concert at SEA 2014 (EP) | Erstveröffentlichung: 8. August 2014 Bløf feat. Ilse DeLange                                                            |
| 2004 | Kalverliefde De Leeuw zingt Long                                                           | Erstveröffentlichung: 14. November 2004 Paul de Leeuw mit Ilse DeLange & JB Meijers Original: Robert Long               |
| 2017 | Freiheit, die ich meine (Unplugged) MTV Unplugged                                          | Erstveröffentlichung: 3. November 2017 P. Maffay feat. K. Melua, J. Oerding, J. Weist, I. DeLange, P. Poisel & T. Carey |
| 2017 | Sonne in der Nacht (Unplugged) MTV Unplugged                                               | Erstveröffentlichung: 3. November 2017 Peter Maffay feat. Ilse DeLange                                                  |
| 2017 | Weil es dich gibt (Unplugged) MTV Unplugged                                                | Erstveröffentlichung: 3. November 2017 Peter Maffay feat. Ilse DeLange                                                  |
| 2018 | Ik geloof in geluk Geluk                                                                   | Erstveröffentlichung: 18. Mai 2018 Guus feat. Ilse DeLange                                                              |
| 2019 | Sleeping Bag (Live) Lean into Me                                                           | Erstveröffentlichung: 31. Mai 2019 Milow feat. Ilse DeLange; Original: Bart Kaëll – Zeil je voor het eerst              |
| 2021 | The World B.O.A.T.S                                                                        | Erstveröffentlichung: 12. November 2021 Michael Patrick Kelly feat. Ilse DeLange                                        |

| Jahr | Titel Album                                                                         | Anmerkungen                                                                                |
| ---- | ----------------------------------------------------------------------------------- | ------------------------------------------------------------------------------------------ |
| 2014 | Stay with Me Darling Vergeten liedjes voor vergeten kinderen                        | Erstveröffentlichung: 22. September 2014 mit JB Meijers                                    |
| 2019 | Alles komt in orde (Live) Liefde voor muziek 2019                                   | Erstveröffentlichung: 31. Mai 2019 Original: Jan Leyers                                    |
| 2019 | Building Bridges (Live) Liefde voor muziek 2019                                     | Erstveröffentlichung: 31. Mai 2019 Original: Milow                                         |
| 2019 | Higher (Live) Liefde voor muziek 2019                                               | Erstveröffentlichung: 31. Mai 2019 Original: Laura Tesoro                                  |
| 2020 | Für dich Sing meinen Song – Das Tauschkonzert, Vol. 7 (Deluxe Edition)              | Erstveröffentlichung: 22. Mai 2020 Original: Max Giesinger                                 |
| 2020 | Holy Sing meinen Song – Das Tauschkonzert, Vol. 7 (Deluxe Edition)                  | Erstveröffentlichung: 22. Mai 2020 Original: Michael Patrick Kelly                         |
| 2020 | Home Is Where You Are Sing meinen Song – Das Tauschkonzert, Vol. 7 (Deluxe Edition) | Erstveröffentlichung: 22. Mai 2020 Original: MoTrip feat. Lito – Zuhause ist wir           |
| 2020 | Ist es wichtig Sing meinen Song – Das Tauschkonzert, Vol. 7 (Deluxe Edition)        | Erstveröffentlichung: 22. Mai 2020 Original: Selig                                         |
| 2020 | Leiser Sing meinen Song – Das Tauschkonzert, Vol. 7                                 | Erstveröffentlichung: 22. Mai 2020 Original: LEA                                           |
| 2020 | Love Goes On Sing meinen Song – Das Tauschkonzert, Vol. 7 (Deluxe Edition)          | Erstveröffentlichung: 22. Mai 2020 mit Michael Patrick Kelly; Original: The Common Linnets |
| 2020 | Rooftop Sing meinen Song – Das Tauschkonzert, Vol. 7                                | Erstveröffentlichung: 22. Mai 2020 Original: Nico Santos                                   |
| 2020 | Rooftop Sing meinen Song – Das Tauschkonzert, Vol. 7 (Deluxe Edition)               | Erstveröffentlichung: 22. Mai 2020 mit Nico Santos; Original: Nico Santos                  |
| 2021 | Towards the Moonlight Dein Song 2021                                                | Erstveröffentlichung: 19. März 2021 mit Greta Best                                         |

| Jahr | Titel Album                | Anmerkungen                            |
| ---- | -------------------------- | -------------------------------------- |
| 2013 | Blue Bittersweet Het Diner | Erstveröffentlichung: 7. November 2013 |
| 2018 | Love Goes On Nashville     | Erstveröffentlichung: 26. Juli 2018    |

### Videoalben
| Jahr | Titel Musiklabel                                           | Anmerkungen |
| ---- | ---------------------------------------------------------- | --- |
| 2003 | Clean Up (Limited Edition) Warner Music                    | Erstveröffentlichung: 18. April 2003 erweiterte Fassung mit Bonus-DVD Verkäufe werden dem Studioalbum hinzuaddiert     |
| 2006 | The Great Escape (Limited Edition) The Entertainment Group | Erstveröffentlichung: 16. Juni 2006 erweiterte Fassung mit Bonus-DVD Verkäufe werden dem Studioalbum hinzuaddiert      |
| 2008 | Incredible (Limited Edition) Universal Music               | Erstveröffentlichung: 17. Oktober 2008 erweiterte Fassung mit Bonus-DVD Verkäufe werden dem Studioalbum hinzuaddiert   |
| 2009 | Live in Ahoy (Deluxe Edition) Universal Music              | Erstveröffentlichung: 4. September 2009 erweiterte Fassung mit DVD Verkäufe werden dem Livealbum hinzuaddiert          |
| 2012 | Eye of the Hurricane (Deluxe Edition) Firefly Records      | Erstveröffentlichung: 12. September 2012 erweiterte Fassung mit Bonus-DVD Verkäufe werden dem Studioalbum hinzuaddiert |
| 2013 | Live in GelreDome – The Second Universal Music             | Erstveröffentlichung: 12. Februar 2013                                                                                 |

## Promoveröffentlichungen
Promo-Singles

| Jahr | Titel Album                                                                      | Höchstplatzierung, Gesamtwochen, AuszeichnungChartplatzierungen (Jahr, Titel, Album, Platzierungen, Wochen, Auszeichnungen, Anmerkungen) | Höchstplatzierung, Gesamtwochen, AuszeichnungChartplatzierungen (Jahr, Titel, Album, Platzierungen, Wochen, Auszeichnungen, Anmerkungen) | Höchstplatzierung, Gesamtwochen, AuszeichnungChartplatzierungen (Jahr, Titel, Album, Platzierungen, Wochen, Auszeichnungen, Anmerkungen) | Höchstplatzierung, Gesamtwochen, AuszeichnungChartplatzierungen (Jahr, Titel, Album, Platzierungen, Wochen, Auszeichnungen, Anmerkungen) | Höchstplatzierung, Gesamtwochen, AuszeichnungChartplatzierungen (Jahr, Titel, Album, Platzierungen, Wochen, Auszeichnungen, Anmerkungen) | Höchstplatzierung, Gesamtwochen, AuszeichnungChartplatzierungen (Jahr, Titel, Album, Platzierungen, Wochen, Auszeichnungen, Anmerkungen) | Anmerkungen                                               |
| Jahr | Titel Album                                                                      | DE | AT | CH | UK | NL | BEF | Anmerkungen                                               |
| ---- | -------------------------------------------------------------------------------- | --- | --- | --- | --- | --- | --- | --------------------------------------------------------- |
| 2007 | Snow Tonight –                                                                   | — | — | — | — | — | — | Erstveröffentlichung: 2007                                |
| 2007 | Reach for the Light The Great Escape                                             | — | — | — | — | — | — | Erstveröffentlichung: Mai 2007                            |
| 2010 | High Places Next to Me                                                           | — | — | — | — | NL13 (11 Wo.)NL | — | Erstveröffentlichung: 2010 Kane feat. Ilse DeLange        |
| 2010 | Beautiful Distraction Next to Me                                                 | — | — | — | — | NL18 (6 Wo.)NL | — | Erstveröffentlichung: 5. November 2010                    |
| 2011 | Carousel Next to Me                                                              | — | — | — | — | NL32 (4 Wo.)NL | — | Erstveröffentlichung: März 2011                           |
| 2011 | Almost (Live in GelreDome) Live in GelreDome                                     | — | — | — | — | — | — | Erstveröffentlichung: 2011                                |
| 2011 | Do Luv 2 Luv U –                                                                 | — | — | — | — | NL14 (7 Wo.)NL | — | Erstveröffentlichung: 2011                                |
| 2012 | Hurricane Eye of the Hurricane                                                   | — | — | — | — | NL23 (9 Wo.)NL | — | Erstveröffentlichung: 15. Mai 2012                        |
| 2012 | We Are One Eye of the Hurricane                                                  | — | — | — | — | NL33 (3 Wo.)NL | — | Charteinstieg: 1. Dezember 2012                           |
| 2013 | Learning to Swim Eye of the Hurricane                                            | — | — | — | — | — | — | Erstveröffentlichung: 2013                                |
| 2013 | Blue Bittersweet After the Hurricane – Greatest Hits & More                      | — | — | — | — | NL8 (15 Wo.)NL | — | Erstveröffentlichung: 27. September 2013                  |
| 2013 | Dance on the Heartbreak Eye of the Hurricane                                     | — | — | — | — | — | — | Erstveröffentlichung: 2013                                |
| 2014 | When It’s You After the Hurricane – Greatest Hits & More                         | — | — | — | — | — | — | Erstveröffentlichung: 2014                                |
| 2018 | OK Ilse DeLange                                                                  | — | — | — | — | — | — | Erstveröffentlichung: 13. März 2018                       |
| 2018 | Lay Your Weapons Down (Acoustic) acoustic tracks                                 | — | — | — | — | — | — | Erstveröffentlichung: 10. August 2018                     |
| 2020 | Für dich Sing meinen Song – Das Tauschkonzert, Vol. 7 (Deluxe Edition) (Sampler) | — | — | — | — | — | — | Erstveröffentlichung: 6. Mai 2020 Original: Max Giesinger |
| 2020 | Rooftop Sing meinen Song – Das Tauschkonzert, Vol. 7 (Sampler)                   | — | — | — | — | — | — | Erstveröffentlichung: 13. Mai 2020 Original: Nico Santos  |

## Statistik

### Chartauswertung
Die folgenden Statistiken zeigen eine Gesamtübersicht der Charterfolge von DeLange in allen im Artikel aufgeführten Ländern auf. Die Statistik bezieht sich dabei nur auf Interpretationen, Charterfolge als Autorin finden unter den Singlecharts keine Berücksichtigung.
|                     | DE    | AT    | CH    | UK    | NL     | BEF      |
| ------------------- | ----- | ----- | ----- | ----- | ------ | -------- |
| Nummer-eins-Alben   | DE—DE | AT—AT | CH—CH | UK—UK | NL7NL  | BEF—BEF  |
| Top-10-Alben        | DE—DE | AT—AT | CH1CH | UK—UK | NL17NL | BEF—BEF  |
| Alben in den Charts | DE1DE | AT1AT | CH1CH | UK—UK | NL17NL | BEF13BEF |

|                       | DE    | AT    | CH    | UK    | NL     | BEF     |
| --------------------- | ----- | ----- | ----- | ----- | ------ | ------- |
| Nummer-eins-Singles   | DE—DE | AT—AT | CH—CH | UK—UK | NL2NL  | BEF—BEF |
| Top-10-Singles        | DE—DE | AT—AT | CH—CH | UK—UK | NL8NL  | BEF—BEF |
| Singles in den Charts | DE—DE | AT—AT | CH—CH | UK—UK | NL24NL | BEF2BEF |

|                          | DE    | AT    | CH    | UK    | NL    | BEF     |
| ------------------------ | ----- | ----- | ----- | ----- | ----- | ------- |
| Nummer-eins-Videoalben   | DE—DE | AT—AT | CH—CH | UK—UK | NL1NL | BEF—BEF |
| Top-10-Videoalben        | DE—DE | AT—AT | CH—CH | UK—UK | NL1NL | BEF—BEF |
| Videoalben in den Charts | DE—DE | AT—AT | CH—CH | UK—UK | NL1NL | BEF—BEF |

### Auszeichnungen für Musikverkäufe
Anmerkung: Auszeichnungen in Ländern aus den Charttabellen bzw. Chartboxen sind in ebendiesen zu finden.
| Land/RegionAuszeichnungen für Musikverkäufe (Land/Region, Auszeichnungen, Verkäufe, Quellen) | Gold     | Platin       | Verkäufe  | Quellen           |
| -------------------------------------------------------------------------------------------- | -------- | ------------ | --------- | ----------------- |
| Deutschland (BVMI)                                                                           | —        | Platin1      | 300.000   | musikindustrie.de |
| Niederlande (NVPI)                                                                           | 3× Gold3 | 19× Platin19 | 1.485.000 | nvpi.nl           |
| Österreich (IFPI)                                                                            | Gold1    | —            | 15.000    | ifpi.at           |
| Insgesamt                                                                                    | 4× Gold4 | 20× Platin20 |           |                   |